# Diogenes tomentosus
Diogenes tomentosus is een tienpotigensoort uit de familie van de Diogenidae. De wetenschappelijke naam van de soort is voor het eerst geldig gepubliceerd in 1980 door Wang & Tung.